# Yuhei Otsuki
Yuhei Otsuki (大槻 優平 Ōtsuki Yūhei?, nacido el 6 de mayo de 1988 en Fukuchiyama, Kioto) es un futbolista japonés que se desempeña como delantero.

## Trayectoria

### Clubes
| Club             | País  | Año         |
| ---------------- | ----- | ----------- |
| Zweigen Kanazawa | Japón | 2012 - 2017 |

## Estadística de carrera

### J. League
| Club             | Año   | J. League | J. League | Copa J. League | Copa J. League | Total | Total |
| Club             | Año   | Part.     | Goles     | Part.          | Goles          | Part. | Goles |
| ---------------- | ----- | --------- | --------- | -------------- | -------------- | ----- | ----- |
| Zweigen Kanazawa | 2014  | 0         | 0         | -              | -              | 0     | 0     |
| Zweigen Kanazawa | 2015  | 31        | 1         | -              | -              | 31    | 1     |
| Zweigen Kanazawa | 2016  | 16        | 0         | -              | -              | 16    | 0     |
| Zweigen Kanazawa | 2017  | 19        | 1         | -              | -              | 19    | 1     |
| Total            | Total | 66        | 2         | 0              | 0              | 66    | 2     |

## Palmarés

### Títulos nacionales
| Título    | Club             | País  | Año  |
| --------- | ---------------- | ----- | ---- |
| J3 League | Zweigen Kanazawa | Japón | 2014 |